# 文辉塔
文辉塔，位于中国广西壮族自治区来宾市兴宾区迁江镇扶济村，萬曆年間由八所指揮黃文輝建成，故名「文輝」。2009年5月4日公布为第六批广西壮族自治区文物保护单位，2019年10月7日公布为第八批全国重点文物保护单位。